# Боемунд III Антиохийски
Боемунд III Антиохийски (на френски: Bohémond III d'Antioche; Bohémond le Bambe or le Baube; * 1144; † октомври 1201) е княз на Антиохия (1163 – 1201).

## Живот
Той е син на княз Раймон дьо Поатие († 1149) и съпругата му принцеса Констанс Антиохийска († 1163), единствената дъщеря на княз Боемунд II Антиохийски (1108 – 1130) и съпругата му Алиса Антиохийска († сл. 1137), дъщеря на крал Балдуин II Йерусалимски.
Боемунд III е васал на Мануил I Комнин, който е женен за сестра му Мария Антиохийска.

## Фамилия
Боемунд III се жени четири пъти.
Първи брак: през 1169 г. с Оргуилеуза фон Харенц (Орцоглиоза), дъщеря на господаря на Харенц, Райналд фон Саинт-Валери, вдовица на Гийом де Фреснел. Те се развеждат през 1175 г. Имат двама сина:
- Раймунд IV († 1199), граф на Триполи (1187 – 1189), регент на Антиохия (1193 – 1194)
- Боемунд IV († 1233), княз на Антиохия (1201 – 1216, 1219 – 1233) и граф на Триполи (1189 – 1233).

Втори брак: през 1176 г. в Константинопол с Теодора Комнина (* ок. 1150/1155; † след 1182), дъщеря на византийския дук Йоан Дука Комнин и Мария Таронитиса. Теодора Комнина е племенница на византийския император Мануил I Комнин. През 1180 г. те се развеждат и той я изпраща обратно в Константинопол. Те имат две деца:
- Констанс дьо Поатие
- Филипа, ∞ Балдуин/Балиан фон Патриарха от Антиохия, те живеят в Акон

Трети брак: между 1181 и 1199 г. със Сибила и има с нея един син и една дъщеря:
- Вилхелм (Гийом)
- Аликс (1216 доказана в документ), ∞ 1204 Гвидо I Ембриако († 1241), господар на Гибелет.

Четвърти брак: през 1199 г. с Изабела вон Фарабел, която е разведена, след разболяването на нейния съпруг от лепра. Те имат двама сина и една дъщеря:
- Гийом (Гилимин)
- Боемунд (* пр. 1200; † 1244), господар на Батрун
- Шавия (Ешива).